# كريستيان مولدوفان
كريستيان مولدوفان (بالرومانية: Claudiu Moldovan)‏ هو لاعب جمباز روماني، ولد في 20 سبتمبر 1974 في تارغو موريش في رومانيا.